# Bank Central Asia
Bank Central Asia (BCA) ist eine indonesische Großbank.

## Geschichte
Die Bank Central Asia wurde 1955 von Sudono Salim gegründet.
Die Bank ist hauptsächlich im indonesischen Raum vertreten. Allerdings gibt es auch einige Zweigstellen in Singapur. Es bietet Geschäfts- und Privatkunden Dienstleistungen in über 850 Filialen an. Aktuell sind mehr als 6.200 Geldautomaten von der Bank Central Asia in ganz Indonesien aufgestellt.
Im Jahr 2000 ging das Unternehmen an die indonesische Börse und ist im LQ-45 gelistet.
Das Unternehmen beschäftigte im Jahr 2008 20.303 Mitarbeiter und hatte 2006 einen Umsatz von 12,823.46 Milliarden Indonesische Rupiah.